# 제임스 레이먼 윌리엄스
제임스 레이먼 윌리엄스(영어: James Leighman Williams, 1985년 9월 22일 ~ )는 미국의 펜싱 선수로 주 종목은 사브르이다.

## 대학 경력
윌리엄스는 컬럼비아 대학교 학생으로, 입학 원년에 18승 3패를 기록하였다. 컬럼비아 대학교 입학할 당시 그는 국내 주니어 남자 사브르 랭킹 8위였고, 시니어 남자 사브르 랭킹 19위였다. 윌리엄스는 새크라멘토 펜싱 클럽에서 처음 칼을 잠았다. 고등학교 졸업 후, 제임스는 컬럼비아 대학교에 다니기 위해 뉴욕 시로 이사갔다. 그는 2007년에 미국사와 러시아학을 복수 전공한 뒤 학사학위를 받았다.
2006년, 그는 대학 3년째에 올-아메리칸 지위를 획득했는데, 이때 그는 NCAA에서 5위를 기록하였다. 그는 북아메리카컵의 남자 사브르 개인부문 우승을 거두었다. 그는 NCAA 지역대회에서 4위를 기록하였고, 아이비리그 경기 15개중 14개 경기에 승리하며 1위의 성적을 거두기도 했다.

## 대회 경력
2008년 하계 올림픽에서, 그는 남자 사브르 단체전의 교체요원으로 출전하였다. 그는 프랑스와의 결승전에서 교체 출전하였는데, 그는 니콜라 로페 (3-5), 쥘리앙 필레 (5-5), 보래 상송 (2-5) 을 차례로 상대하였다. 미국은 이 경기에서 37-45로 패하였다.
2012년 하계 올림픽에서 그는 사브르의 개인전과 단체전에 참가하게 되었다. 그는 인터뷰에서 "펍을 몇개 방문하고...메달을 몇개 따내고... (그리고) 영국식 영어 구사법을 익히고 싶다." 라고 하였다. 그러나, 그는 개인전 32강에서 러시아의 니콜라이 코발례프에게 12-15로 패해 탈락하였고, 남자 사브르 단체전도 8위로 마감하였다.